# All Stars (singolo)
All Stars è un singolo del DJ francese Martin Solveig, pubblicato il 16 giugno 2017 su etichetta Virgin EMI Records.
Il brano vede la partecipazione vocale della cantante finlandese Alma.

## Video musicale
Il video musicale, diretto da Thomas Lélu, è stato reso disponibile l'11 luglio 2017.

## Tracce
Testi e musiche di Martin Picandet, Amanda Warner e Peter Wade.
Download digitale
1. All Stars (feat. Alma) – 2:50

Download digitale – Remixes EP
1. All Stars (feat. Alma) (Club Remix) – 6:27
2. All Stars (feat. Alma) (APEXADE Remix) – 3:50
3. All Stars (feat. Alma) (Mercer Remix) – 5:42
4. All Stars (feat. Alma) (BROHUG Remix) – 4:57
5. All Stars (feat. Alma) (Freedo Remix) – 2:57
6. All Stars (feat. Alma) (Creange Remix) – 4:05

Download digitale – Cheyenne Gils Remix
1. All Stars (feat. Alma) (Cheyenne Gils Remix) – 3:35

## Formazione
Musicisti
- Alma – voce
- Martin Solveig – tastiera, programmazione

Produzione
- Martin Solveig – produzione
- Yassine Rehaiem – produzione aggiuntiva
- Stefan Heger – mastering

## Classifiche

### Classifiche settimanali
| Classifica (2017-18) | Posizione massima |
| -------------------- | ----------------- |
| Austria              | 24                |
| Belgio (Fiandre)     | 11                |
| Belgio (Vallonia)    | 4                 |
| Croazia              | 99                |
| Francia              | 27                |
| Germania             | 33                |
| Polonia              | 7                 |
| Regno Unito          | 83                |
| Slovenia             | 26                |
| Svizzera             | 94                |

### Classifiche di fine anno
| Classifica (2017) | Posizione |
| ----------------- | --------- |
| Belgio (Fiandre)  | 67        |
| Belgio (Vallonia) | 58        |
| Francia           | 97        |
| Polonia           | 79        |
| Classifica (2018) | Posizione |
| Belgio (Fiandre)  | 84        |